# Białczańska Szczerbina
Białczańska Szczerbina (niem. Froschkerbchen, słow. Štrbina pod bielovodskou kazateľnicou, węg. Békás-szószéki-rés, ok. 2015 m) – wąska przełączka w południowo-wschodniej grani Skrajnej Białczańskiej Baszty w Dolinie Żabiej Białczańskiej w słowackich Tatrach Wysokich.
Na północno-wschodnią stronę opada z przełączki bardzo stroma depresja. W górnej części jest głęboka, w środkowej bardzo płytka, w dolnej przechodzi w komin. W najwyższej części depresji w zboczu tkwi ostrokształtny skalny ząb dzielący ja na dwie odnogi. Na południowy zachód z przełączki opada bardzo wąski kominek o wysokości kilkunastu metrów. Pod nim znajdują się strome trawniki opadające do czeluści Komina Kurczaba.
Z Białczańskiej Szczerbiny prowadzi jedyne łatwe wyjście na szczyt Białczańskiej Kazalnicy (0 w skali tatrzańskiej, czas wyjścia z Białczańskiego Kociołka 5 min), jest to  jednak zamknięty dla turystów i taterników obszar ochrony ścisłej Tatrzańskiego Parku Narodowego. 
Autorem nazwy przełączki jest Władysław Cywiński.